# Фричковце
Фричковце (слч. Fričkovce) насељено је мјесто са административним статусом сеоске општине (слч. obec) у округу Бардјејов, у Прешовском крају, Словачка Република.

## Становништво
| Година:    | 1994. | 2004.   | 2014.   | 2024.   |
| ---------- | ----- | ------- | ------- | ------- |
| Број људи: | 675   | 690     | 716     | 729     |
| Разлика:   |       | +2,22 % | +3,76 % | +1,81 % |

| Година:    | 2023. | 2024.   |
| ---------- | ----- | ------- |
| Број људи: | 737   | 729     |
| Разлика:   |       | -1,08 % |

Према подацима о броју становника из 2024. године насеље је имало 729 становника.